# الجحادر (السوادية)
الجحادر هي إحدى قرى عزلة ذاهبة بمديرية السوادية التابعة لمحافظة البيضاء، بلغ تعداد سكانها 175 نسمة حسب تعداد اليمن لعام 2004.